# Pullally
Pullally es un pueblo ubicado en la Región de Valparaíso, en la zona central de Chile. Es parte de la comuna de Papudo, que pertenece a la provincia de Petorca, y está ubicada a 155 kilómetros de Santiago de Chile, por la Ruta 5 Norte.

## Demografía
Actualmente Pullally se delimita en 718 hectáreas, las que se separan en sector residencial y sector de parcelas. Pullally tiene una población de 1348 habitantes. Mientras que Las Salinas de Pullally cuenta con 200 habitantes.

## Historia
En 1599 la localidad fue nombrada “fundo Pullally” o “Hacienda Pullally”. Tierras que fueron entregadas “por merced” del Gobernador del Reino de la época. Isabel Osorio de Cáceres fue la primera dueña de la hacienda, la que legó a su hijo Jerónimo de Saravia.
A los dueños de la hacienda se les nombraba como “Los Bravo de Saravia”, ya que era el apellido del esposo de la primera dueña, quien a su vez fue hijo de un Gobernador de Chile, Melchor Bravo de Saravia.
En 1703 la hacienda fue traspasada a la única heredera, Marcela de Saravia, nieta de los primeros dueños de estas tierras. Desde ese entonces, hasta el periodo de la Reforma Agraria, la Hacienda Pullally fue vinculada con la familia Irarrázaval, ya que el marido de la última heredera fue Antonio de Irarrázaval.
Hoy en día todas las tierras pertenecen y son administradas por la Municipalidad de Papudo.

## Geografía
Antiguamente la hacienda Pullally abarcaba las Lomas del valle de Longotoma, hasta el estero de Catapilco, incluía también todas las quebradas hacia la costa, todo lo que hoy pertenece a la comuna de Papudo. 
En algún momento incluía el sector de Illalolen hasta Valle Hermoso, y también las Salinas de Pullally. 
Además del campo, hay una laguna en Pullally, lo que era atractivo turístico de la localidad. Pero el 2020 cerraron el Parque Laguna de Pullally ante la aparición de peces muertos.

## Economía
Pullally fue por mucho tiempo una hacienda con buena producción, principalmente en temas agrícolas. La hacienda estaba ubicada en terrenos ya ocupados por contingentes de pueblos originarios y comprendía las tierras vecinas de la costa y desembocadura de Longotoma, hasta al sur la cuesta del Melón. Ya en el siglo XVI sus terrenos son aprovechados en cultivos de cereales, plantaciones de cáñamo, ganadería y viñas. De las 718 hectáreas que conforman Pullally 195 están destinadas a la producción agrícola. 
Se quería explotar algunas tierras de Pullally para un proyecto minero, pero con la participación de vecinos se detuvo esta iniciativa.

## Deportes
Hay un club de fútbol nombrado “Deportivo pullally”, que fue fundado el 26 de noviembre de 1926,  el club en la actualidad cuenta con equipo femenino. El equipo de fútbol tiene un estadio llamado , “Estadio Club Deportivo Pullally”.